# 舞台はニューヨークへ!
『舞台はニューヨークへ!』(ぶたいはニューヨークへ!、英: The New Rachel) はアメリカ合衆国のミュージカルドラマ『Glee/グリー』シーズン4のエピソードで番組通算67話となる。脚本はライアン・マーフィー、監督はブラッド・ファルチャックが務め、アメリカ合衆国で2012年9月13日にフォックスで放送された。日本では2013年2月10日にFOXチャンネルで放送される。このエピソードではレイチェル・ベリー（リア・ミシェル）のニューヨーク・アカデミー・オブ・ザ・ドラマティック・アーツ (NYADA) での新たな始まりと、マッキンリー高校では卒業のために8人の部員を失った全国大会優勝チームのニュー・ディレクションのその後が描かれている。特別ゲスト出演にはケイト・ハドソンがレイチェルのダンス講師カサンドラ・ジュライ役として初めて、ウーピー・ゴールドバーグがNYADAの学部長カルメン・ティビトー役として再び出演している。

## 内容
レイチェル・ベリー (リア・ミシェル)が偶然、ニューヨーク市にあるニューヨーク・アカデミー・オブ・ザ・ドラマティック・アーツ (NYADA)で、彼女のダンス講師カサンドラ・ジュライ (ケイト・ハドソン)を怒らせてしまい、レイチェルにプレッシャーを与え始める。また、レイチェルは上級生のブロディ・ウェストン (ディーン・ゲイヤー)と仲良くなり、寮での生活に慣れるように助けられる。レイチェルは後にカサンドラのイジメのような態度に直面することになる。カサンドラの方がレイチェルより優れていることを示すため、彼女はレディー・ガガの「Americano」とジェニファー・ロペスの「Dance Again」のマッシュアップを披露する。
オハイオ州ライマでは、グリー部の顧問ウィル・シュースター (マシュー・モリソン)が全国優勝し人気者になったニュー・ディレクションのメンバー、アーティ・エイブラムス (ケヴィン・マクヘイル)、ティナ・コーエン＝チャン (ジェナ・アウシュコウィッツ)、ブリタニー・ピアース (ヘザー・モリス)、サム・エヴァンス (コード・オーバーストリート)、ブレイン・アンダーソン (ダレン・クリス)、シュガー・モッタ (ヴァネッサ・レンジーズ)とジョー・ハート (サミュエル・ラーセン)たちと再会する。彼はニュー・ディレクションに入部するためウェイド・アダムス (アレックス・ニューウェル)がウィリアム・マッキンリー高校に転校してきたと紹介する。 
ティナ、ブリタニー、ブレインとウェイドは誰が『新しいレイチェル』になるかを決めるためカーリー・レイ・ジェプセンの「Call Me Maybe」を勝者を決めるように頼まれたアーティのために披露する。結果として彼はブレインを選ぶ。マッキンリー高校を卒業したカート・ハメル (クリス・コルファー)はチア部のコーチスー・シルベスター (ジェーン・リンチ)の元へ彼女の娘ロビンに会いに訪ね、スーの新たな手下でチアリーダー代表格のキティ (ベッカ・トビン)を紹介される。キティはカートがまだ大学に通っていないことをバカにする。
ニュー・ディレクションは新入部員を選ぶためにオーディションを開く。自分のことをジェイク (ジェイコブ・アーティスト)としか明かさない生徒はザ・フレイの「Never Say Never」を披露するが、途中で審査を終了されたことにキレて退場する。その次に来た、マーリー・ローズ (メリッサ・ブノワ)はビリー・ジョエルの「New York State of Mind」を披露する。同じ頃、NYADAの授業でカルメン・ティビトー (ウーピー・ゴールドバーグ)を感心させなかったため新入生の一人が退学させられた後、レイチェルも同じ曲を披露する。レイチェルは歌い終わるとティビトーから「良いわね」と言われ、ブローディを感心させる。彼は後に彼女のことを称賛しニューヨークの圧倒感とNYADAのプレッシャーを乗り越えられるように手伝う。マーリーはニュー・ディレクションに歓迎されるが、実の母親である太ったランチのおばさん (アマンダ・ジェーン・クーパー)のことをバカにする話を部員が話しているのを聞いてがっかりする。サムと部員は後に彼らの行動を謝罪し、このことによりキティはマーリーとユニークにスラッシーをかけることになり、再び人気者ではなくなった。ブレインはマーリーに次のリハーサルでリードとして歌うように誘う。
ブレインはイマジン・ドラゴンズの「It's Time」をカートがニューヨークに行き、夢を追うように励ますため歌う。カートはすぐに行くことにし、彼の父親バート (マイク・オマリー)が空港へ送っていき、心揺さぶるお別れをする。ウィルはジェイクは実はノア・パック・パッカーマンの義理の弟と知る。彼はパックが更生したように、ジェイクも入部すべきだと誘う。またウィルがジェイクのオーディションを途中で止めたのは、すでに上手かったからと説明するが、ジェイクはまだ怒っているしパックとは何も似ていないといって拒否した。
レイチェルとカートはニューヨークで再会し、カートがアパートを借りて2人で引っ越そうと提案する。マーリーとニュー・ディレクションはアデルの「Chasing Pavements」をジェイクが見ながら披露する。

## 外部サイト
- "The New Rachel" Fox.comのページ
- "The New Rachel" - インターネット・ムービー・データベース （英語）